# Øyvind Leonhardsen
Øyvind Leonhardsen (Kristiansund, 17 agosto 1970) è un allenatore di calcio ed ex calciatore norvegese, di ruolo centrocampista.

## Caratteristiche tecniche
Leonhardsen poteva essere schierato in tutte le posizioni del centrocampo. In patria diventò famoso per la sua corsa incessante e intelligente. Era un calciatore che aveva un buon fiuto del goal.

## Carriera

### Giocatore

#### Club

##### Molde
Considerato un centrocampista giovane e promettente, fu acquistato dal Molde nel 1989. Debuttò nella 1. divisjon il 30 aprile dello stesso anno, giorno in cui la sua squadra fu sconfitta per uno a zero in casa del Kongsvinger. Il 25 maggio arrivò la prima marcatura nella massima divisione, nel successo per due a uno contro lo Start.
Nel 1991, fu nominato centrocampista dell'anno del campionato norvegese.

##### Rosenborg
Leonhardsen passò dal Molde al Rosenborg in cambio di 1.000.000 di corone. Esordì con questa maglia, in campionato, il 26 aprile 1992: fu titolare nel successo per due a zero contro il Lyn Oslo. Il 28 giugno dello stesso anno, segnò la prima rete: fu lui a sancire il definitivo due a zero sul Brann.
Vinse tre campionati con il club e fu scelto come miglior centrocampista dell'Eliteserien nel 1993.

##### Wimbledon
Leonhardsen fu acquistato dal Wimbledon in cambio di 700.000 sterline e questo lo fece diventare il calciatore norvegese più pagato dell'epoca. Al debutto con i Dons, Leonhardsen fu il match winner della sfida contro l'Aston Villa di Selhurst Park. Il suo impatto con il calcio inglese fu molto positivo. Per via delle sue caratteristiche tecniche, fu visto in contrasto con il gioco del Wimbledon, fatto di lanci lunghi.
Soprattutto nel campionato 1996-1997, Leonhardsen fu importantissimo per la squadra. Le sue prestazioni furono talmente positive che il manager del club, Joe Kinnear, dichiarò che il calciatore sarebbe valso almeno 5.000.000 di sterline al momento della sua cessione.
Lasciò il club dopo aver rifiutato di rinnovare il suo contratto.

##### Liverpool
Leonardsen fu poi acquistato dal Liverpool. Il manager dei Reds, Roy Evans, lo schierò con regolarità in squadra nella sua prima stagione. Debuttò in Premier League con questa casacca il 15 ottobre 1997, subentrando a Jamie Carragher nel successo per due a zero in casa del West Bromwich Albion. Dieci giorni dopo, segnò la prima rete ai danni del Derby County: fu autore di uno dei quattro gol che piegarono i Rams.
L'anno successivo, però, lo spazio in squadra per Leonhardsen diminuì sensibilmente, venendo relegato al ruolo di riserva. Il fatto che non fosse un giocatore di classe portò il manager Gérard Houllier a considerarne la cessione, che poi effettivamente arrivò.

##### Tottenham Hotspur
Arrivò al Tottenham ad agosto 1999, rinforzando la colonia scandinava già composta dal connazionale Steffen Iversen e dal danese Allan Nielsen. Leonhardsen impiegò poco a mostrare le sue qualità con la maglia degli Spurs: trovò infatti la rete già nello stesso mese, segnando un gol all'Everton e poi sancendo il definitivo due a uno in favore della sua squadra in casa dello Sheffield Wednesday. Dopo una lunga corsa palla al piede, spostò il pallone sul suo sinistro e superò il portiere avversario con un tiro dal limite dell'area. Il norvegese contribuì a portare il Tottenham in vetta alla classifica dopo poche giornate, ma la mancanza di fantasia in squadra li costrinse al 10º posto finale.
La stagione seguente sembrò, inizialmente, piuttosto fruttuosa per il centrocampista, grazie alle reti contro il Middlesbrough e il Bradford City. Invece, fu un campionato di alterne fortune: emblematica fu la partita di ottobre contro il Derby County, dove Leonhardsen segnò una doppietta ma dovette lasciare il campo per infortunio, rimanendo lontano dai campi da gioco per due mesi. Tornò al gol a febbraio 2001, contribuendo alla rimonta da per quattro a due, dopo che il Tottenham si trovò sotto per due a zero contro il Charlton nell'edizione stagionale della FA Cup. Nel turno successivo, contro lo Stockport County, il norvegese fu vittima di un infortunio che lo costrinse a saltare buona parte del resto della stagione. L'avventura degli Spurs si concluse in semifinale, contro l'Arsenal. Dopo l'eliminazione dalla coppa, un Tottenham senza obiettivi terminò il campionato a metà classifica.
Nonostante fosse stato un membro importante della squadra, sotto la gestione di George Graham, il cambio di guida tecnica (con l'arrivo di Glenn Hoddle) lo portò ai margini della squadra, anche a causa degli infortuni. In quella stagione, infatti, totalizzò soltanto 7 presenze in campionato, senza mai trovare la via del gol.

##### Aston Villa
Leonhardsen fu ingaggiato dall'Aston Villa il 30 agosto 2002, dopo aver sostenuto un provino allo Schalke 04. Si accordò per un contratto dalla durata annuale, più un'opzione per altri dodici mesi. Il manager Graham Taylor lo volle con sé per aggiungere esperienza ad una squadra piuttosto giovane.

##### Lyn Oslo
Il 25 marzo 2004, Leonhardsen trovò l'accordo con il Lyn Oslo, tornando così in patria. Firmò un contratto dalla durata triennale. Fu un acquisto importante per il club, soprattutto per via della sua esperienza internazionale. Debuttò il 12 aprile, sostituendo Ole Bjørn Sundgot nella sconfitta per due a zero in casa del Molde. Il 6 giugno arrivò la prima rete, nel successo esterno per quattro a due contro il Fredrikstad.

##### Strømsgodset
Leonhardsen firmò per lo Strømsgodset il 12 dicembre 2005, accordandosi per un contratto biennale e diventandone capitano. Suscitò un po' di sorpresa la scelta del calciatore di lasciare il Lyn, squadra al vertice del calcio norvegese, per passare al Godset, militante in 1. divisjon. Il calciatore spiegò di essere entusiasta di far parte di una squadra da costruire e che il fatto che lo schema del club fosse il 4-3-3 piuttosto che il 4-4-2 del Lyn fu un ulteriore incentivo. Lo Strømsgodset, sotto la guida di Dag-Eilev Fagermo in panchina e Jostein Flo come direttore sportivo, costruì comunque una squadra competitiva, con l'obiettivo di raggiungere una promozione immediata. Esordì il 9 aprile 2006, schierato titolare nel pareggio per uno a uno contro lo Hødd. Il 23 aprile arrivò il primo gol, nel tre a due inflitto al Follo. La squadra vinse il campionato e conquistò la promozione.
Giocò ancora una stagione, nella massima divisione, per poi ritirarsi.

#### Nazionale
Leonhardsen giocò 86 partite per la Norvegia, con 19 reti all'attivo. Debuttò il 31 ottobre 1990, schierato titolare nel sei a uno inflitto in amichevole al Camerun. Il 14 novembre giocò il primo incontro valido per le qualificazioni al campionato d'Europa 1992: fu impiegato dall'inizio nella vittoria per tre a zero in casa di Cipro. L'8 agosto 1991 arrivò la prima rete, nella sconfitta per due a uno contro la Svezia. Contribuì alla qualificazione della selezione scandinava al campionato del mondo 1994 con 6 presenze ed una marcatura. L'8 settembre 1993 ricevette il Gullklokka per il 25º gettone di presenza in Nazionale, nella vittoria in amichevole per uno a zero contro gli Stati Uniti.
Ai Mondiali statunitensi, Leonhardsen debuttò da titolare nella prima sfida della fase a gironi, vinta per uno a zero sul Messico. La sconfitta di misura contro l'Italia e il pareggio a reti inviolate contro l'Irlanda impedirono però il passaggio del turno agli scandinavi. La Nazionale mancò poi l'accesso al campionato d'Europa 1996.
La formazione giocò però il campionato del mondo 1998. La Norvegia partì male e pareggiò il primo incontro con il Marocco per due a due, con Leonhardsen che offrì una prova deludente. Leonhardsen non fu così schierato in campo nella partita successiva, contro la Scozia. Rientrò per l'ultima partita del girone, vinta sorprendentemente per due a uno contro il Brasile. La squadra fu poi eliminata dall'Italia agli ottavi.
Leonhardsen partecipò anche alle qualificazioni per il campionato d'Europa 2000, dove la Norvegia riuscì a qualificarsi. Il commissario tecnico Nils Johan Semb annunciò però che il calciatore non avrebbe preso parte alla fase finale del torneo, poiché appena ripresosi da un infortunio.
Il 7 giugno 2003 giocò l'ultimo match in Nazionale, nella sconfitta per uno a zero contro la Danimarca.

### Dopo il ritiro
Il 3 marzo 2009 diventò allenatore di una squadra giovanile del Lyn Oslo.

## Statistiche

### Presenze e reti nei club
| Stagione                 | Club                     | Campionato               | Campionato | Campionato | Coppe nazionali | Coppe nazionali | Coppe nazionali | Coppe continentali | Coppe continentali | Coppe continentali | Supercoppe | Supercoppe | Supercoppe | Totale | Totale |
| Stagione                 | Club                     | Comp                     | Pres       | Reti       | Comp            | Pres            | Reti            | Comp               | Pres               | Reti               | Comp       | Pres       | Reti       | Pres   | Reti   |
| ------------------------ | ------------------------ | ------------------------ | ---------- | ---------- | --------------- | --------------- | --------------- | ------------------ | ------------------ | ------------------ | ---------- | ---------- | ---------- | ------ | ------ |
| 1989                     | Molde                    | 1D                       | 22         | 5          | CN              | ?               | ?               | -                  | -                  | -                  | -          | -          | -          | ?      | ?      |
| 1990                     | Molde                    | 1D                       | 21         | 2          | CN              | ?               | ?               | -                  | -                  | -                  | -          | -          | -          | ?      | ?      |
| 1991                     | Molde                    | ES                       | 21         | 2          | CN              | ?               | ?               | -                  | -                  | -                  | -          | -          | -          | ?      | ?      |
| Totale Molde             | Totale Molde             | Totale Molde             | 64         | 9          |                 | ?               | ?               |                    | ?                  | ?                  |            | 0          | 0          | ?      | ?      |
| 1992                     | Rosenborg                | ES                       | 22         | 6          | CN              | ?               | ?               | -                  | -                  | -                  | -          | -          | -          | ?      | ?      |
| 1993                     | Rosenborg                | ES                       | 19         | 6          | CN              | ?               | ?               | -                  | -                  | -                  | -          | -          | -          | ?      | ?      |
| 1994                     | Rosenborg                | ES                       | 22         | 8          | CN              | ?               | ?               | -                  | -                  | -                  | -          | -          | -          | ?      | ?      |
| Totale Rosenborg         | Totale Rosenborg         | Totale Rosenborg         | 63         | 20         |                 | ?               | ?               |                    | ?                  | ?                  |            | 0          | 0          | ?      | ?      |
| 1994-1995                | Wimbledon                | PL                       | 20         | 4          | FA+LC           | ?               | ?               | -                  | -                  | -                  | -          | -          | -          | ?      | ?      |
| 1995-1996                | Wimbledon                | PL                       | 29         | 4          | FA+LC           | ?               | ?               | -                  | -                  | -                  | -          | -          | -          | ?      | ?      |
| 1996-1997                | Wimbledon                | PL                       | 27         | 5          | FA+LC           | ?               | ?               | -                  | -                  | -                  | -          | -          | -          | ?      | ?      |
| Totale Wimbledon         | Totale Wimbledon         | Totale Wimbledon         | 76         | 13         |                 | ?               | ?               |                    | ?                  | ?                  |            | 0          | 0          | ?      | ?      |
| 1997-1998                | Liverpool                | PL                       | 28         | 6          | FA+LC           | 1+5             | 0               | CU                 | 2                  | 0                  | -          | -          | -          | 36     | 6      |
| 1998-1999                | Liverpool                | PL                       | 9          | 1          | FA+LC           | 0+1             | 0               | CU                 | 3                  | 0                  | -          | -          | -          | 13     | 1      |
| Totale Liverpool         | Totale Liverpool         | Totale Liverpool         | 37         | 7          |                 | 7               | 0               |                    | 5                  | 0                  |            | 0          | 0          | 49     | 7      |
| 1999-2000                | Tottenham Hotspur        | PL                       | 22         | 4          | FA+LC           | ?               | ?               | CU                 | ?                  | ?                  | -          | -          | -          | ?      | ?      |
| 2000-2001                | Tottenham Hotspur        | PL                       | 25         | 3          | FA+LC           | ?               | ?               | -                  | -                  | -                  | -          | -          | -          | ?      | ?      |
| 2001-2002                | Tottenham Hotspur        | PL                       | 7          | 0          | FA+LC           | ?               | ?               | -                  | -                  | -                  | -          | -          | -          | ?      | ?      |
| Totale Tottenham Hotspur | Totale Tottenham Hotspur | Totale Tottenham Hotspur | 54         | 7          |                 | ?               | ?               |                    | ?                  | ?                  |            | 0          | 0          | ?      | ?      |
| 2002-2003                | Aston Villa              | PL                       | 19         | 3          | FA+LC           | 0+4             | 0               | -                  | -                  | -                  | -          | -          | -          | 23     | 3      |
| 2004                     | Lyn Oslo                 | ES                       | 21         | 1          | CN              | 5               | 1               | -                  | -                  | -                  | -          | -          | -          | 26     | 2      |
| 2005                     | Lyn Oslo                 | ES                       | 16         | 1          | CN              | 2               | 0               | -                  | -                  | -                  | -          | -          | -          | 18     | 1      |
| Totale Lyn Oslo          | Totale Lyn Oslo          | Totale Lyn Oslo          | 42         | 2          |                 | 7               | 1               |                    | 0                  | 0                  |            | 0          | 0          | 49     | 3      |
| 2006                     | Strømsgodset             | 1D                       | 29         | 6          | CN              | 1               | 1               | -                  | -                  | -                  | -          | -          | -          | 30     | 7      |
| 2007                     | Strømsgodset             | ES                       | 12         | 1          | CN              | 1               | 0               | -                  | -                  | -                  | -          | -          | -          | 13     | 1      |
| Totale Strømsgodset      | Totale Strømsgodset      | Totale Strømsgodset      | 41         | 7          |                 | 2               | 1               |                    | 0                  | 0                  |            | 0          | 0          | 43     | 8      |
| Totale                   | Totale                   | Totale                   | 396        | 68         |                 | ?               | ?               |                    | ?                  | ?                  |            | ?          | ?          | ?      | ?      |

### Cronologia presenze e reti in Nazionale
| Cronologia completa delle presenze e delle reti in nazionale ― Norvegia | Cronologia completa delle presenze e delle reti in nazionale ― Norvegia | Cronologia completa delle presenze e delle reti in nazionale ― Norvegia | Cronologia completa delle presenze e delle reti in nazionale ― Norvegia | Cronologia completa delle presenze e delle reti in nazionale ― Norvegia | Cronologia completa delle presenze e delle reti in nazionale ― Norvegia | Cronologia completa delle presenze e delle reti in nazionale ― Norvegia | Cronologia completa delle presenze e delle reti in nazionale ― Norvegia |
| Data                                                                    | Città                                                                   | In casa                                                                 | Risultato                                                               | Ospiti                                                                  | Competizione                                                            | Reti                                                                    | Note                                                                    |
| ----------------------------------------------------------------------- | ----------------------------------------------------------------------- | ----------------------------------------------------------------------- | ----------------------------------------------------------------------- | ----------------------------------------------------------------------- | ----------------------------------------------------------------------- | ----------------------------------------------------------------------- | ----------------------------------------------------------------------- |
| 31-10-1990                                                              | Oslo                                                                    | Norvegia                                                                | 6 – 1                                                                   | Camerun                                                                 | Amichevole                                                              | -                                                                       |                                                                         |
| 7-11-1990                                                               | Tunisi                                                                  | Tunisia                                                                 | 1 – 1                                                                   | Norvegia                                                                | Amichevole                                                              | -                                                                       |                                                                         |
| 14-11-1990                                                              | Nicosia                                                                 | Cipro                                                                   | 0 – 3                                                                   | Norvegia                                                                | Qual. Euro 1992                                                         | -                                                                       |                                                                         |
| 17-4-1991                                                               | Vienna                                                                  | Austria                                                                 | 0 – 0                                                                   | Norvegia                                                                | Amichevole                                                              | -                                                                       |                                                                         |
| 1-5-1991                                                                | Oslo                                                                    | Norvegia                                                                | 3 – 0                                                                   | Cipro                                                                   | Qual. Euro 1992                                                         | -                                                                       |                                                                         |
| 23-5-1991                                                               | Oslo                                                                    | Norvegia                                                                | 1 – 0                                                                   | Romania                                                                 | Amichevole                                                              | -                                                                       |                                                                         |
| 8-8-1991                                                                | Oslo                                                                    | Norvegia                                                                | 1 – 2                                                                   | Svezia                                                                  | Amichevole                                                              | 1                                                                       |                                                                         |
| 28-8-1991                                                               | Oslo                                                                    | Norvegia                                                                | 0 – 1                                                                   | Unione Sovietica                                                        | Qual. Euro 1992                                                         | -                                                                       |                                                                         |
| 25-9-1991                                                               | Oslo                                                                    | Norvegia                                                                | 2 – 3                                                                   | Cecoslovacchia                                                          | Amichevole                                                              | -                                                                       |                                                                         |
| 30-10-1991                                                              | Szombathely                                                             | Ungheria                                                                | 0 – 0                                                                   | Norvegia                                                                | Qual. Euro 1992                                                         | -                                                                       |                                                                         |
| 4-2-1992                                                                | Hamilton                                                                | Bermuda                                                                 | 1 – 3                                                                   | Norvegia                                                                | Amichevole                                                              | 3                                                                       |                                                                         |
| 29-4-1992                                                               | Aarhus                                                                  | Danimarca                                                               | 1 – 0                                                                   | Norvegia                                                                | Amichevole                                                              | -                                                                       |                                                                         |
| 13-5-1992                                                               | Oslo                                                                    | Norvegia                                                                | 2 – 0                                                                   | Fær Øer                                                                 | Amichevole                                                              | -                                                                       |                                                                         |
| 3-6-1992                                                                | Oslo                                                                    | Norvegia                                                                | 0 – 0                                                                   | Scozia                                                                  | Amichevole                                                              | -                                                                       |                                                                         |
| 26-8-1992                                                               | Oslo                                                                    | Norvegia                                                                | 2 – 2                                                                   | Svezia                                                                  | Amichevole                                                              | 1                                                                       |                                                                         |
| 9-9-1992                                                                | Oslo                                                                    | Norvegia                                                                | 10 – 0                                                                  | San Marino                                                              | Qual. Mondiali 1994                                                     | -                                                                       |                                                                         |
| 7-10-1992                                                               | Serravale                                                               | San Marino                                                              | 0 – 2                                                                   | Norvegia                                                                | Qual. Mondiali 1994                                                     | -                                                                       |                                                                         |
| 2-12-1992                                                               | Canton                                                                  | Cina                                                                    | 2 – 1                                                                   | Norvegia                                                                | Amichevole                                                              | -                                                                       |                                                                         |
| 10-2-1993                                                               | Faro                                                                    | Portogallo                                                              | 1 – 1                                                                   | Norvegia                                                                | Amichevole                                                              | -                                                                       |                                                                         |
| 30-3-1993                                                               | Doha                                                                    | Qatar                                                                   | 1 – 6                                                                   | Norvegia                                                                | Amichevole                                                              | 1                                                                       |                                                                         |
| 28-4-1993                                                               | Oslo                                                                    | Norvegia                                                                | 3 – 1                                                                   | Turchia                                                                 | Qual. Mondiali 1994                                                     | -                                                                       |                                                                         |
| 2-6-1993                                                                | Oslo                                                                    | Norvegia                                                                | 2 – 0                                                                   | Inghilterra                                                             | Qual. Mondiali 1994                                                     | 1                                                                       |                                                                         |
| 9-6-1993                                                                | Rotterdam                                                               | Paesi Bassi                                                             | 0 – 0                                                                   | Norvegia                                                                | Qual. Mondiali 1994                                                     | -                                                                       |                                                                         |
| 11-8-1993                                                               | Toftir                                                                  | Fær Øer                                                                 | 0 – 7                                                                   | Norvegia                                                                | Amichevole                                                              | 1                                                                       |                                                                         |
| 8-9-1993                                                                | Oslo                                                                    | Norvegia                                                                | 1 – 0                                                                   | Stati Uniti                                                             | Amichevole                                                              | -                                                                       |                                                                         |
| 10-11-1993                                                              | Istanbul                                                                | Turchia                                                                 | 2 – 1                                                                   | Norvegia                                                                | Qual. Mondiali 1994                                                     | -                                                                       |                                                                         |
| 15-1-1994                                                               | Phoenix                                                                 | Stati Uniti                                                             | 2 – 1                                                                   | Norvegia                                                                | Amichevole                                                              | -                                                                       |                                                                         |
| 20-4-1994                                                               | Oslo                                                                    | Norvegia                                                                | 0 – 0                                                                   | Portogallo                                                              | Amichevole                                                              | -                                                                       |                                                                         |
| 01-6-1994                                                               | Oslo                                                                    | Norvegia                                                                | 2 – 1                                                                   | Danimarca                                                               | Amichevole                                                              | -                                                                       |                                                                         |
| 19-6-1994                                                               | Washington                                                              | Norvegia                                                                | 1 – 0                                                                   | Messico                                                                 | Mondiali 1994 - 1º turno                                                | -                                                                       |                                                                         |
| 23-6-1994                                                               | New York                                                                | Norvegia                                                                | 0 – 1                                                                   | Italia                                                                  | Mondiali 1994 - 1º turno                                                | -                                                                       |                                                                         |
| 28-6-1994                                                               | New York                                                                | Norvegia                                                                | 0 – 0                                                                   | Irlanda                                                                 | Mondiali 1994 - 1º turno                                                | -                                                                       |                                                                         |
| 7-9-1994                                                                | Oslo                                                                    | Norvegia                                                                | 1 – 0                                                                   | Bielorussia                                                             | Qual. Euro 1996                                                         | -                                                                       |                                                                         |
| 12-10-1994                                                              | Oslo                                                                    | Norvegia                                                                | 1 – 1                                                                   | Paesi Bassi                                                             | Qual. Euro 1996                                                         | -                                                                       |                                                                         |
| 16-11-1994                                                              | Minsk                                                                   | Bielorussia                                                             | 0 – 4                                                                   | Norvegia                                                                | Qual. Euro 1996                                                         | 1                                                                       |                                                                         |
| 8-2-1995                                                                | Nicosia                                                                 | Cipro                                                                   | 0 – 2                                                                   | Norvegia                                                                | Amichevole                                                              | 1                                                                       |                                                                         |
| 29-3-1995                                                               | Lussemburgo                                                             | Lussemburgo                                                             | 0 – 2                                                                   | Norvegia                                                                | Qual. Euro 1996                                                         | 1                                                                       |                                                                         |
| 26-4-1995                                                               | Oslo                                                                    | Norvegia                                                                | 5 – 0                                                                   | Lussemburgo                                                             | Qual. Euro 1996                                                         | -                                                                       |                                                                         |
| 22-7-1995                                                               | Oslo                                                                    | Norvegia                                                                | 0 – 0                                                                   | Francia                                                                 | Amichevole                                                              | -                                                                       |                                                                         |
| 16-8-1995                                                               | Oslo                                                                    | Norvegia                                                                | 1 – 1                                                                   | Rep. Ceca                                                               | Qual. Euro 1996                                                         | -                                                                       |                                                                         |
| 6-9-1995                                                                | Praga                                                                   | Rep. Ceca                                                               | 2 – 0                                                                   | Norvegia                                                                | Qual. Euro 1996                                                         | -                                                                       |                                                                         |
| 11-10-1995                                                              | Oslo                                                                    | Norvegia                                                                | 0 – 0                                                                   | Inghilterra                                                             | Amichevole                                                              | -                                                                       |                                                                         |
| 15-11-1995                                                              | Rotterdam                                                               | Paesi Bassi                                                             | 3 – 0                                                                   | Norvegia                                                                | Qual. Euro 1996                                                         | -                                                                       |                                                                         |
| 7-2-1996                                                                | Las Palmas                                                              | Spagna                                                                  | 1 – 0                                                                   | Norvegia                                                                | Amichevole                                                              | -                                                                       |                                                                         |
| 27-3-1996                                                               | Belfast                                                                 | Irlanda del Nord                                                        | 0 – 2                                                                   | Norvegia                                                                | Amichevole                                                              | -                                                                       |                                                                         |
| 2-6-1996                                                                | Rotterdam                                                               | Norvegia                                                                | 5 – 0                                                                   | Azerbaigian                                                             | Qual. Mondiali 1998                                                     | -                                                                       |                                                                         |
| 1-9-1996                                                                | Oslo                                                                    | Norvegia                                                                | 1 – 0                                                                   | Georgia                                                                 | Amichevole                                                              | -                                                                       |                                                                         |
| 9-10-1996                                                               | Oslo                                                                    | Norvegia                                                                | 3 – 0                                                                   | Ungheria                                                                | Qual. Mondiali 1998                                                     | -                                                                       |                                                                         |
| 10-11-1996                                                              | Berna                                                                   | Svizzera                                                                | 0 – 1                                                                   | Norvegia                                                                | Qual. Mondiali 1998                                                     | 1                                                                       |                                                                         |
| 29-3-1997                                                               | Dubai                                                                   | Emirati Arabi Uniti                                                     | 1 – 4                                                                   | Norvegia                                                                | Amichevole                                                              | -                                                                       |                                                                         |
| 30-5-1997                                                               | Oslo                                                                    | Norvegia                                                                | 4 – 2                                                                   | Brasile                                                                 | Amichevole                                                              | -                                                                       |                                                                         |
| 8-6-1997                                                                | Budapest                                                                | Ungheria                                                                | 1 – 1                                                                   | Norvegia                                                                | Qual. Mondiali 1998                                                     | -                                                                       |                                                                         |
| 20-7-1997                                                               | Reykjavík                                                               | Islanda                                                                 | 0 – 1                                                                   | Norvegia                                                                | Amichevole                                                              | -                                                                       |                                                                         |
| 25-3-1998                                                               | Bruxelles                                                               | Belgio                                                                  | 2 – 2                                                                   | Norvegia                                                                | Amichevole                                                              | -                                                                       |                                                                         |
| 22-4-1998                                                               | Copenaghen                                                              | Danimarca                                                               | 0 – 2                                                                   | Norvegia                                                                | Amichevole                                                              | 1                                                                       |                                                                         |
| 10-6-1998                                                               | Montpellier                                                             | Norvegia                                                                | 2 – 2                                                                   | Marocco                                                                 | Mondiali 1998 - 1º turno                                                | -                                                                       |                                                                         |
| 23-6-1998                                                               | Marsiglia                                                               | Norvegia                                                                | 2 – 1                                                                   | Brasile                                                                 | Mondiali 1998 - 1º turno                                                | -                                                                       |                                                                         |
| 27-6-1998                                                               | Marsiglia                                                               | Norvegia                                                                | 0 – 1                                                                   | Italia                                                                  | Mondiali 1998 - Ottavi di finale                                        | -                                                                       |                                                                         |
| 19-8-1998                                                               | Oslo                                                                    | Norvegia                                                                | 0 – 0                                                                   | Romania                                                                 | Amichevole                                                              | -                                                                       |                                                                         |
| 20-5-1999                                                               | Oslo                                                                    | Norvegia                                                                | 6 – 0                                                                   | Giamaica                                                                | Amichevole                                                              | 1                                                                       |                                                                         |
| 30-5-1999                                                               | Oslo                                                                    | Norvegia                                                                | 1 – 0                                                                   | Georgia                                                                 | Qual. Euro 2000                                                         | -                                                                       |                                                                         |
| 18-8-1999                                                               | Oslo                                                                    | Norvegia                                                                | 1 – 0                                                                   | Lituania                                                                | Amichevole                                                              | -                                                                       |                                                                         |
| 4-9-1999                                                                | Oslo                                                                    | Norvegia                                                                | 1 – 0                                                                   | Grecia                                                                  | Qual. Euro 2000                                                         | 1                                                                       |                                                                         |
| 8-9-1999                                                                | Oslo                                                                    | Norvegia                                                                | 4 – 0                                                                   | Slovenia                                                                | Qual. Euro 2000                                                         | 1                                                                       |                                                                         |
| 9-10-1999                                                               | Riga                                                                    | Norvegia                                                                | 2 – 1                                                                   | Lettonia                                                                | Qual. Euro 2000                                                         | -                                                                       |                                                                         |
| 14-11-1999                                                              | Oslo                                                                    | Norvegia                                                                | 0 – 1                                                                   | Germania                                                                | Amichevole                                                              | -                                                                       |                                                                         |
| 2-9-2000                                                                | Oslo                                                                    | Norvegia                                                                | 0 – 0                                                                   | Armenia                                                                 | Qual. Mondiali 2002                                                     | -                                                                       |                                                                         |
| 7-10-2000                                                               | Cardiff                                                                 | Galles                                                                  | 1 – 1                                                                   | Norvegia                                                                | Qual. Mondiali 2002                                                     | -                                                                       |                                                                         |
| 11-10-2000                                                              | Oslo                                                                    | Norvegia                                                                | 0 – 1                                                                   | Ucraina                                                                 | Qual. Mondiali 2002                                                     | -                                                                       |                                                                         |
| 25-4-2001                                                               | Oslo                                                                    | Norvegia                                                                | 4 – 1                                                                   | Bulgaria                                                                | Amichevole                                                              | 2                                                                       |                                                                         |
| 2-6-2001                                                                | Kiev                                                                    | Ucraina                                                                 | 0 – 0                                                                   | Norvegia                                                                | Qual. Mondiali 2002                                                     | -                                                                       |                                                                         |
| 6-6-2001                                                                | Oslo                                                                    | Norvegia                                                                | 1 – 1                                                                   | Bielorussia                                                             | Qual. Mondiali 2002                                                     | -                                                                       |                                                                         |
| 1-9-2001                                                                | Chorzów                                                                 | Polonia                                                                 | 3 – 0                                                                   | Norvegia                                                                | Qual. Mondiali 2002                                                     | -                                                                       |                                                                         |
| 5-9-2001                                                                | Oslo                                                                    | Norvegia                                                                | 3 – 2                                                                   | Galles                                                                  | Qual. Mondiali 2002                                                     | -                                                                       |                                                                         |
| 13-2-2002                                                               | Bruxelles                                                               | Belgio                                                                  | 1 – 0                                                                   | Norvegia                                                                | Amichevole                                                              | -                                                                       |                                                                         |
| 17-4-2002                                                               | Oslo                                                                    | Norvegia                                                                | 0 – 0                                                                   | Svezia                                                                  | Amichevole                                                              | -                                                                       |                                                                         |
| 14-5-2002                                                               | Oslo                                                                    | Norvegia                                                                | 3 – 0                                                                   | Giappone                                                                | Amichevole                                                              | -                                                                       |                                                                         |
| 22-5-2002                                                               | Bodø                                                                    | Norvegia                                                                | 1 – 1                                                                   | Islanda                                                                 | Amichevole                                                              | -                                                                       |                                                                         |
| 21-8-2002                                                               | Oslo                                                                    | Norvegia                                                                | 0 – 1                                                                   | Paesi Bassi                                                             | Amichevole                                                              | -                                                                       |                                                                         |
| 7-9-2002                                                                | Oslo                                                                    | Norvegia                                                                | 2 – 2                                                                   | Danimarca                                                               | Qual. Euro 2004                                                         | -                                                                       |                                                                         |
| 12-10-2002                                                              | Bucarest                                                                | Romania                                                                 | 0 – 1                                                                   | Norvegia                                                                | Qual. Euro 2004                                                         | -                                                                       |                                                                         |
| 16-10-2002                                                              | Oslo                                                                    | Norvegia                                                                | 2 – 0                                                                   | Bosnia ed Erzegovina                                                    | Qual. Euro 2004                                                         | -                                                                       |                                                                         |
| 20-11-2002                                                              | Vienna                                                                  | Austria                                                                 | 0 – 1                                                                   | Norvegia                                                                | Amichevole                                                              | -                                                                       |                                                                         |
| 30-4-2003                                                               | Dublino                                                                 | Irlanda                                                                 | 1 – 0                                                                   | Norvegia                                                                | Amichevole                                                              | -                                                                       |                                                                         |
| 22-5-2003                                                               | Oslo                                                                    | Norvegia                                                                | 2 – 0                                                                   | Finlandia                                                               | Qual. Euro 2004                                                         | 1                                                                       |                                                                         |
| 7-6-2003                                                                | Copenaghen                                                              | Danimarca                                                               | 1 – 0                                                                   | Norvegia                                                                | Qual. Euro 2004                                                         | -                                                                       |                                                                         |
| Totale                                                                  |                                                                         | Presenze (7º posto)                                                     | 86                                                                      |                                                                         | Reti                                                                    | 19                                                                      |                                                                         |

## Palmarès

### Giocatore

#### Club
- Campionato norvegese: 3

Rosenborg: 1992, 1993, 1994
- Coppa di Norvegia: 1

Rosenborg: 1992

#### Individuale
- Centrocampista dell'anno del campionato norvegese: 2

1991, 1993
- Gullklokka

1993